# 北高加索山区共和国
北高加索山区共和国（羅馬化：Respublika Soyuza Gortsev Severnogo Kavkaza），又称北高加索联合共和国、山区共和国或山民共和国，是北高加索地区的短暂存在的一个国家，1918年建国，1919年灭亡。俄国内战前夕，它在二月革命中从俄罗斯帝国中分裂了出来。该国的疆域涵盖俄罗斯帝国的捷列克州和达吉斯坦州的大部分领土，包括现在的车臣共和国、印古什共和国、北奥塞梯-阿兰共和国、卡巴尔达-巴尔卡尔共和国、达吉斯坦共和国以及斯塔夫罗波尔边疆区的一部分。面积约40万平方公里，人口约6.5万。其首都最初是在弗拉季高加索，然后迁到了纳兹兰，并最终迁到了铁木尔-汗-舒拉。该国于1920年被苏俄部队夺得，后来在1921年建立山区苏维埃社会主义自治共和国。

## 历史

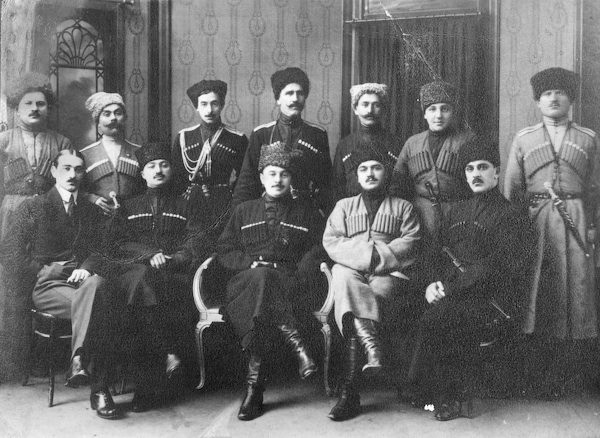
北高加索山区共和国的领导人。总理塔帕·車爾莫耶夫坐前排的中心。

“北高加索人民联盟”在1917年的3月份创立，并且选举了联盟行政委员会。行政委员会的主席是北高加索人民解放运动的领导者之一塔帕·車爾莫耶夫。1917年8月5日“北高加索中央委员会”通过了伊玛目沙米勒的法律（1847年的沙米尔宪法）。1918年5月11日在二月革命结束，俄罗斯帝国崩溃之后，正式成立了共和国。当北高加索山区共和国的政府建立后，阿布哈兹的代表讨论了关于加入北高加索山区共和国的想法，然而他们感觉他们这偏远地区的请求让共和国的其他成员难以团结，最终没有加入。
北高加索山区共和国的主要创建者是赛义德·沙米勒， 总理塔帕·車爾莫耶夫, 以及Sheikh Ali-Khaji Akusha 和 Haidar Bamat。北高加索山区共和国的首都位于铁木尔-汗-舒拉（今布伊纳克斯克）。 
奥斯曼帝国、德国、阿塞拜疆民主共和国、亞美尼亞民主共和國、格鲁吉亚民主共和国、烏克蘭國、保加利亚、白俄羅斯、拉脫維亞、立陶宛、愛沙尼亞、法國、芬蘭、大不列颠、美國、義大利、奥匈帝国、頓河共和國、日本、库班人民共和国在法律上承认山区共和国。 

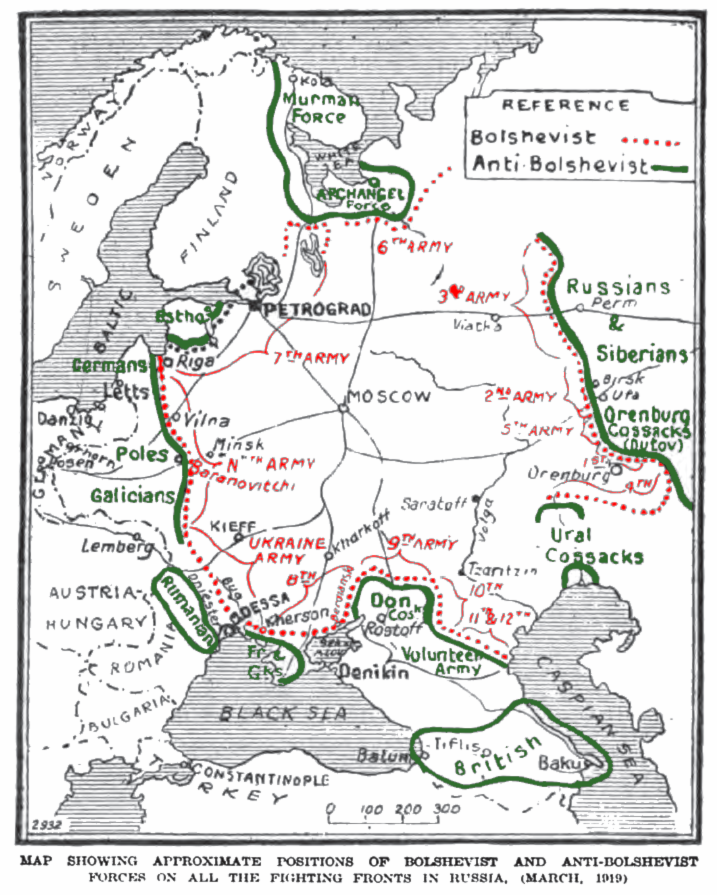
安东·伊万诺维奇·邓尼金将军的志愿军和地区武装力量在穆德洛斯停战协定签订后

在俄国内战时期，高加索人为反抗俄国白军中安东·伊万诺维奇·邓尼金将军所领导的志愿军，同志愿军发生了激烈的冲突。1919年，志愿军占领北高加索地区，北高加索山区共和国灭亡。同年9月，北高加索酋长国建立，作为北高加索山区共和国的继承者。
1920年1月，邓尼金的军队被红军11军彻底击败。北高加索的村庄都树立起红旗欢迎进军中的红军，但苏俄方面并没有实现布尔什维克所作出的关于自治的承诺。
在1920年6月，苏俄红军占领北高加索并且强迫当地的政府解散。1921年1月，山区苏维埃社会主义自治共和国成立。